# La Grande Écurie et la Chambre du Roy
La Grande Écurie et la Chambre du Roy è un ensemble di musica strumentale francese.

## Storia
L'ensemble è stato fondato nel 1966 dall'oboista e direttore d'orchestra Jean-Claude Malgoire. È stato il primo in Francia a specializzarsi nell'esecuzione della musica barocca con strumenti storici, con una ricerca musicologica volta a riscoprire le peculiarità delle partiture originali.  Il suo repertorio è vasto, e spazia del XVII secolo alla musica contemporanea.
Il gruppo si esibisce in concerti in tutto il mondo, e ha registrato numerosi CD, per alcuni dei quali ha ottenuto riconoscimenti internazionali, come  il Prix de l'Académie du disque lyrique, per l'incisione dei Vêpres pour la Nativité de la Vierge di Antonio Vivaldi, e il Victoire de la Musique per l'opera Motezuma.

## Discografia
- 1984 - Georg Friedrich Händel, Water Music (CBS Records)
- 1988 - Georg Friedrich Händel, Great choruses from The Messiah (CBS Records)
- 1988 - Marc-Antoine Charpentier, Te Deum. Messe de Minuit (CBS Records)
- 1990 - Georg Friedrich Händel, The Concerti Grossi, opp. 3 & 6 (CBS Records, 3CD)
- 1990 - Jean-Philippe Rameau, Les Paladins (Pierre Verany, 2CD)
- 1991 - Philidor, Carmen saeculare (Erato)
- 1993 - Antonio Vivaldi, Montezuma (Astrée)
- 1993 - Johann Sebastian Bach, Art of the Fugue (K617)
- 1994 - La musique au temps des Castrats (Astrée)
- 1994 - Antonio Vivaldi, Vêpres Pour La Nativité de la Vierge (Naïve, 2CD)
- 1995 - Giovan Battista Pergolesi, Stabat Mater (Astrée)
- 1995 - Georg Friedrich Händel, Serse (Sony Classical, 3CD)
- 1995 - Georg Friedrich Händel, Giulio Cesare (Astrée)
- 1997 - Georg Friedrich Händel, Rinaldo (Sony Classical, 3CD)
- 1997 - Georg Friedrich Händel, Tamerlano (Sony Classical, 3CD)
- 1998 - Jean-Philippe Rameau, Les Paladins (Disques Pierre Verany)
- 1998 - Wolfgang Amadeus Mozart, Don Giovanni (Astrée, 2CD)
- 1999 - Wolfgang Amadeus Mozart, Le Nozze Di Figaro (Astrée, 3CD)
- 1999 - Wolfgang Amadeus Mozart, Così fan tutte (Astrée, 3CD)
- 1999 - André Campra, Requiem. Miserere (Virgin "Veritas")
- 2001 - Georg Friedrich Händel, Messiah (complete) (Sony Classical, 2CD)
- 2002 - Vêpres de l'Assomption Mexico-Versailles (K 617)
- 2002 - Antonio Vivaldi, Catone in Utica (Dynamic, 2CD)
- 2003 - Antonio Salieri, Falstaff (Dynamic, 2CD)
- 2003 - Georg Friedrich Händel, Messiah (arranged by Mozart) (Naïve, 2CD)
- 2004 - Georg Friedrich Händel, Agrippina (Dynamic, 3CD)
- 2005 - Claudio Monteverdi, L'Orfeo (Dynamic)
- 2005 - Johann Sebastian Bach, L'Arte della Fuga (K617)
- 2005 - Wolfgang Amadeus Mozart, Requiem (K617)
- 2006 - Wolfgang Amadeus Mozart, Petite Musique De Nuit. Sérénades et Ballets (K617)
- 2010 - Jean-Philippe Rameau, Platée (Calliope Records)
- 2012 - Claudio Monteverdi, Vespro della Beata Virgine (Sony Classical, 2CD)

## Video
- 2004 - Georg Friedrich Händel, Agrippina (Dynamic, 2DVD)
- 2005 - Claudio Monteverdi, L'Orfeo (Dynamic)
- 2006 - Christian Friedrich von Glück, Orpheo ed Eurydice (Goldline Classics)